# Seitarō Tomisawa
Seitarō Tomisawa (富澤 清太郎?, Tomisawa Seitarō; Tokyo, 8 luglio 1982) è un ex calciatore giapponese, di ruolo difensore.